# Gothendorf (Arberg)
Gothendorf ist ein Gemeindeteil des Marktes Arberg im Landkreis Ansbach (Mittelfranken, Bayern). Gothendorf liegt in der Gemarkung Mörsach.

## Geographie
Der Weiler liegt rund dreieinhalb Kilometer östlich des Zentrums von Arberg. Südlich des Ortes fließt der Mörsacher Graben. Im Westen liegt der Hirtenbuck, im Nordosten das Flurgebiet Lange Läng. Gemeindeverbindungsstraßen führen nach Mörsach zur Kreisstraße AN 55 (0,7 km nordöstlich), nach Georgenhaag zur Staatsstraße 2222 (0,7 km südwestlich) und nach Unterschönau (1,5 km nordwestlich).

## Geschichte
Im Jahr 1615 waren in Gothendorf sechs Anwesen zum Hochstift Eichstätt zinspflichtig (zum Vergleich: 2002 zählte der Weiler acht Anwesen). Am Ende des Alten Reiches (1800) war „Gottendorf“ noch immer ein „ganz Eichstättischer“ Weiler mit sechs Untertanen „nebst einem Hirten“; der Weiler war nach Mörsach und mit Mörsach nach Ornbau gepfarrt und unterstand mit der Dorf- und Gemeindeherrschaft und der Fraisch dem eichstättischen Pfleg- und Kastenamt Arberg-Ornbau.
Im Zuge des Reichsdeputationshauptschlusses wurde das Hochstift Eichstätt 1802 säkularisiert. 1806 wurde Gothendorf königlich-bayerisch. Mit dem Gemeindeedikt (frühes 19. Jahrhundert) wurde der Ort dem Steuerdistrikt Arberg und der Ruralgemeinde Mörsach zugewiesen. Am 1. Januar 1971 wurde Gothendorf im Zuge der Gebietsreform in Bayern in den Markt Arberg eingegliedert.

### Baudenkmal
- Die katholische Kapelle von Gothendorf ist ein kleiner Satteldachbau mit Putzgliederungen.[6][7] Sie wurde 1777 erbaut. Der offene Rechteckraum mit Flachdecke hat an den Seitenwänden kleine stichbogige Fenster und ist mit einer zweiflügeligen Holzgittertür verschlossen. Die Maria-Immaculata-Figur in der Kapelle stammt vom Ende des 18. Jahrhunderts, ist aber neu gefasst; unter ihrem Mantel knien Adam und Eva.[8]

### Einwohnerentwicklung
| Jahr      | 001818 | 001840 | 001861 | 001871 | 001885 | 001900 | 001925 | 001950 | 001961 | 001970 | 001987 | 002010 |
| Einwohner | 46     | 58     | 53     | 48     | 60     | 51     | 49     | 45     | 41     | 36     | 33     | 36     |
| Häuser    | 7      | 8      |        |        | 11     | 12     | 9      | 11     | 10     |        | 7      |        |
| Quelle    | [ 10 ] | [ 11 ] | [ 12 ] | [ 13 ] | [ 14 ] | [ 15 ] | [ 16 ] | [ 17 ] | [ 18 ] | [ 19 ] | [ 20 ] |        |

## Religion
Der Ort ist römisch-katholisch geprägt und bis heute nach St. Antonius (Mörsach) gepfarrt. Die Einwohner evangelisch-lutherischer Konfession sind nach St. Martin und Ägidius (Wald) gepfarrt.